# NGC 7230
NGC 7230 est une galaxie spirale intermédiaire située dans la constellation du Verseau. Sa vitesse par rapport au fond diffus cosmologique est de 4 063 ± 24 km/s, ce qui correspond à une distance de Hubble de 58,9 ± 4,1 Mpc (∼192 millions d'al). NGC 7230 a été découverte par l'astronome germano-britannique William Herschel en 1793.
Les avis diffèrent sur la classification de NGC 7230, spirale barrée selon Wolfgang Steinicke et HyperLeda, spirale intermédiaire selon le professeur Seligman et spirale ordinaire selon la base de données NASA/IPAC. Il n'y a pas de barre nettement visible sur l'image obtenue du relevé Pan-STARRS, mais les bras spiraux partent de l'extrémité du bulbe. Aussi, la classification de galaxie spirale intermédiaire semble mieux décrire cette galaxie.
NGC 7230 présente une large raie HI et elle renferme également des régions d'hydrogène ionisé.